# Metallurg Bekabad Professional Futbol Klubi
Il Metallurg Bekabad Professional Futbol Klubi o PFK Metallurg Bekabad era una società calcistica uzbeka con sede nella città di Bekobod. La squadra era stata fondata nel 1945.

## Palmarès

### Altri piazzamenti
- Uzbekistan Pro League:

Secondo posto: 1997